# Museo de Fuego Nuevo
El Museo de Fuego Nuevo es un museo arqueológico situado en el Cerro de la Estrella, en Iztapalapa, Ciudad de México.

## Historia
El 13 de agosto de 1973, el señor Rafael Álvarez Pérez, solicitó al Delegado de Iztapalapa el permiso para desenterrar una pirámide en la cúspide del cerro de la Estrella, por lo que obteniendo el permiso y ayuda de algunos trabajadores sacaron a relucir una pirámide,(Hechos que quedaron asentados en las crónicas oficiales de Iztapalapa), en la que celebraban el fuego Nuevo cada 52 años los mexícas; El señor Rafael Álvarez Pérez fundó un pequeño museo que llevaba su mismo nombre, con una gran colección de piezas arqueológicas, algunas de gran tamaño que fueron exhibidas en la colección Dioses del México antiguo.Con la finalidad de resguardar los vestigios prehispánicos encontrados por los primeros habitantes, el jefe de gobierno del Distrito Federal, Cuauhtémoc Cárdenas Solórzano, manda a construir el museo cuyo diseño queda a cargo del arquitecto David Peña. La construcción del museo fue entre 1997- 1998, siendo inaugurado el 10 de enero de 1998, bajo el nuevo nombre de Museo de Fuego Nuevo.

## Características
El museo tiene una construcción con forma de pirámide, y dentro de él se exhibe piezas de origen prehispánico y colonial localizadas en la zona, placas explicativas de la leyenda de los cinco soles, una representación del calendario prehispánico, reproducciones de códices y mapas de Culhuacán e Iztapalapa de 1580, maquetas de la Ceremonia del Fuego Nuevo y de la antigua región de los lagos.
En el vestíbulo hay un mural del pintor Sergio Jauver. Hay una zona exterior de petroglifos, y en la cima del cerro se localizan restos arquitectónicos de dos monumentos que forman parte de un mismo complejo. El más importante es el templo-pirámide donde se celebraba la Ceremonia del Fuego Nuevo.
El Museo del Fuego Nuevo consta de una parte arquitectónica interna y la parte externa con una área de recreo, Petroglifos y una cueva natural.